# Aviva Gileadi

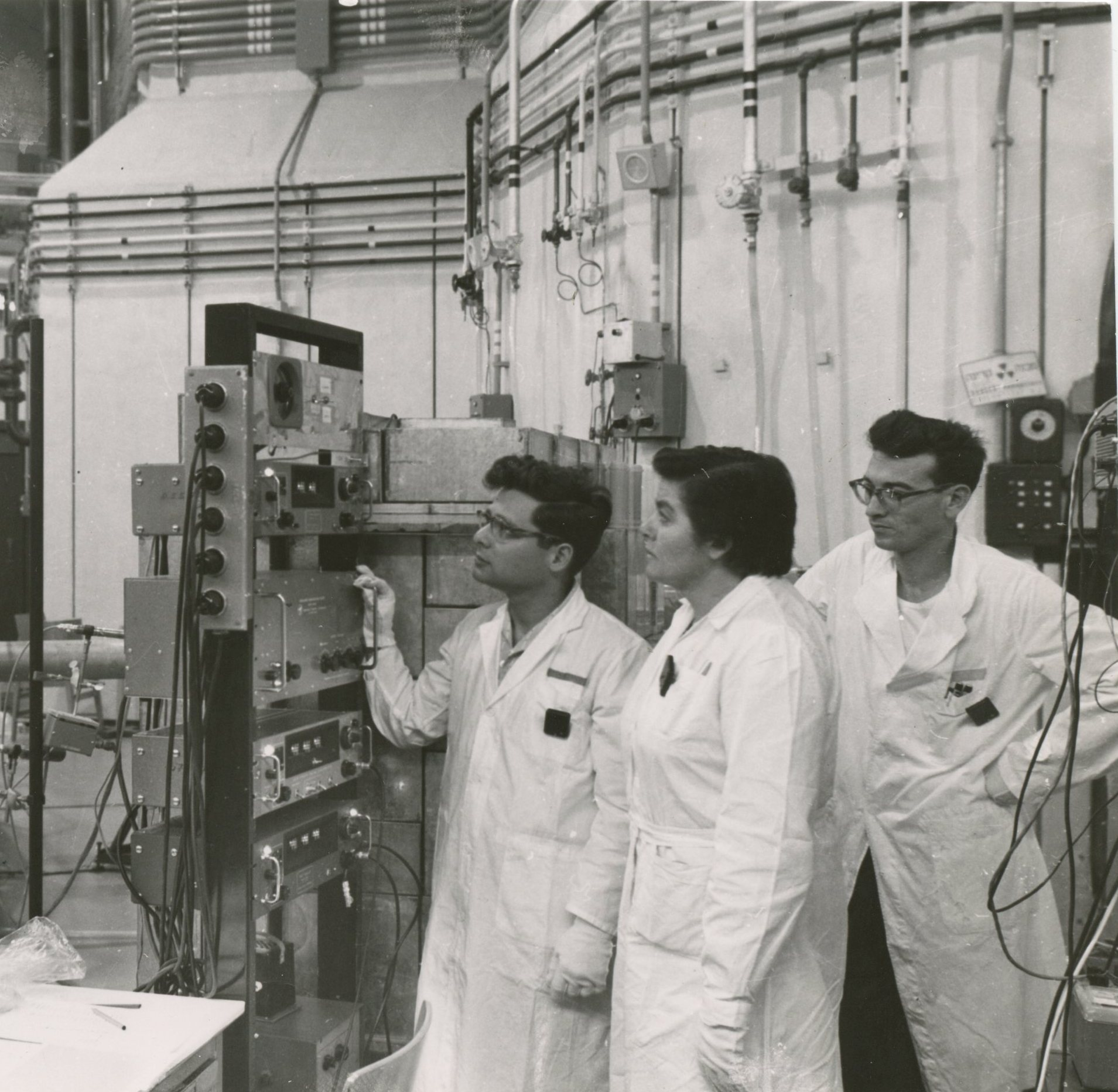
Aviva Gileadi en el Centro de Investigación Nuclear Soreq

Aviva E. Gileadi (En hebreo: אביבה גלעדי, nacida Eva Fischmann; 26 de noviembre de 1917 – 8 de junio de 2001)  fue una científica nuclear israelí y profesora en el Instituto de Israel de Tecnología (Technion) en el departamento de Ingeniería Nuclear. Era una especialista  en el uso de reactores nucleares para producción de energía y desalinización. Fue la primera mujer  en el Bloque Occidental en recibir una licencia para la operación de un reactor nuclear y la única mujer con esta licencia en 1963.

## Biografía
Eva Fischmann nació el 26 de noviembre de 1917, en Budapest, Hungría, hija de Samuel Fischmann y Gizella Kupferstein. Estudió en la Universidad Eötvös Loránd, en la cual recibió su PhD. Durante la Segunda Guerra Mundial fue enviada a un campo de concentración. Fue más tarde deportada a Auschwitz, pero logró escapar y esconderse hasta que el Ejército Rojo tomó  Budapest en enero de 1945. En 1946, se mudó a Viena, donde conoció al radiólogo de origen polaco Michael Gileadi, con quien posteriormente se casó.
En 1948, emigró a Israel, donde cambió su nombre por Aviva. Aviva Gileadi trabajó como profesora en la escuela secundaria del kibutz Givat HaShloshá y también trabajó un tiempo en el Instituto Weizmann de Ciencias. En 1955, Gileadi se mudó a Haifa, y empezó a trabajar en el Technión, inicialmente en el Departamento de Física, y en 1958, luego de la fundación del Departamento de Ingeniería Nuclear, pasó a ser profesora en este departamento.
En 1960, ganó una beca para estudiar un año en el Laboratorio Nacional Argonne en Estados Unidos y para investigar durante un semestre en el departamento de Física Nuclear de la Universidad de Míchigan. Al culminar el plazo de su beca, aceptó una oferta de otra beca de un año de duración para optar a título en Ciencias Nucleares. Durante ese tiempo, se matriculó en un curso de operación de reactores nucleares, y al culminarlo, recibió una licencia de operador. La prensa escrita en 1963 declaró que Gileadi era la única mujer en el mundo occidental en haber obtenido este tipo de licencia.
En 1965, Gileadi fue invitada por el gobierno estadounidense para asistir en la inicialización del Reactor Nuclear Sobrecalentador de Ebullición (BONUS) en Puerto Rico. Como parte de su trabajo, entrenaba a un equipo de ingenieros en la operación del reactor nuclear. Además, dictó una maestría en Ingeniería Nuclear.
Gileadi murió en 2001, en Tampa, Florida.

## Vida personal
Gileadi se casó dos veces, la primera vez con el profesor y matemático húngaro Ivan Seres (1907–1966). Antes de emigrar a Israel, se divorció de Seres y se casó con Michael Gileadi, un técnico de radiografía originalmente de Polonia, con el cual tuvo dos hijos.

## Publicaciones seleccionadas
- Gileadi, Michael, y Aviva E. Gileadi. "Collimation in Reducing Male Gonadal Doses in Puerto Rico-1968". Health Physics 25.1 (1973): 43–49.
- Aviva E. Gileadi Y Wilson K. Talley, "Nuclear Excavation of a Sea-Level Isthmian Canal", Journal of the Waterways and Harbors Division, 1969, Vol. 95,  número 3, pp. 329–336
- Gileadi, Aviva E., y Fernando López Carrasco. "Determination of the transfer function and certain kinetics parameters of the L-77 reactor". Centro Nuclear de Puerto Rico, 1968.